# Are We There Yet? (album de Carla Bley)
Albums par Carla Bley
Fancy Chamber Music
(1998) 4x4
(2000)
Are We There Yet? est un album en concert de la pianiste et compositrice de jazz Carla Bley et du bassiste Steve Swallow sorti en 1993 chez WATT/ECM. C'est le troisième album du duo après Duets (1988) et Go Together (1992).
L'album a été enregistré pendant la tournée européenne du duo en octobre 1998.

## À propos de l'album
Une partie des morceaux (Major, King Korn, A Dog's Life) font partie du répertoire du duo depuis au moins 1995, ce qui explique la complicité que l'on entend sur le disque. Lost in the Stars, de Kurt Weill, a été arrangé par Bley et Phil Woods pour un disque de 1987, et Music Mecanique date de l'album du même nom, sorti en 1978, sur lequel jouait Swallow.
Satie for Two, titre en référence à Tea for Two, est une composition en hommage à Erik Satie, à qui Bley est souvent comparée.

## Réception
David R. Adler (AllMusic) décrit le jeu de Bley comme « plein de ressources et passionné », et note en particulier le jeu de Swallow sur Lost in the Stars, où il enchaîne les basses qui font vibrer toute la salle avec des mélodies lyriques aigües. Andrew Johnson (PopMatters) relève également l'amplitude du jeu de Swallow, tout en soulignant la précision rythmique, mélodique et sonore de Bley, en particulier sur Satie for Two où son économie de jeu pousse l'auditeur à être attentif à chaque note.
Pour Bill Bennett (JazzTimes), « Bley joue comme la compositrice qu'elle est, avec ironie et humour, et avec un sens de l'intention qui donne à ses morceaux une épaisseur intellectuelle et émotionnelle. » Elle laisse néanmoins de la place pour Steve Swallow, meilleur soliste qu'elle.

## Liste des pistes
| No | Titre              | Musique       | Durée |
| -- | ------------------ | ------------- | ----- |
| 1. | Major              | Carla Bley    | 3:36  |
| 2. | A Dog's Life       | Steve Swallow | 7:15  |
| 3. | Satie for Two      | Steve Swallow | 8:42  |
| 4. | Lost in the Stars  | Kurt Weill    | 5:16  |
| 5. | King Korn          | Carla Bley    | 6:31  |
| 6. | Playing With Water | Steve Swallow | 4:42  |
| 7. | Musique Mecanique  | Carla Bley    | 13:25 |

## Personnel
- Carla Bley : piano
- Steve Swallow : guitare basse